# 磁扭线存储器
磁扭线存储器（英語：Twistor memory）是一种计算机存储设备，类似磁芯記憶體，通过包裹或封闭通电导线附近的磁带来实现。尽管磁扭线存储器的开发者贝尔实验室对它抱有很大的希望，它只在1968年到1970年中旬很短的一段时间里得到市场应用。这段时间里，早期的存储接介质都很快地被拥有更高存取速度、更低生产成本的半导体存储芯片取代。磁扭线存储器主要源于Andrew H. Bobeck的个人想法。不久之后，它总结了磁扭线存储器的一些概念，研发了磁泡存储器。